# 李自良
李自良（733年—795年），兖州泗水（今山东济宁）人。唐朝武将，唐德宗贞元三年至十一年（787年—795年）任河东节度使。

## 生平
祖父李栖梧，宋州司士参军。父亲李旻，徐州别驾，赠尚书右仆射。
安史之乱中，李自良为兖郓节度使能元皓部将，以战功累授右卫率。宝应元年（762年），从袁傪征讨袁晁、陈庄贼，积功至试殿中监，隶浙江东道节度使薛兼训。薛兼训移镇太原，自良随行，授河东军节度押衙。薛兼训去世，由鲍防接任，李继任牙将。回鹘入寇时，曾劝阻鲍防派遣大将焦伯瑜主动应战。鲍防不听，焦伯瑜大败而回。李自良由是知名。
马燧代鲍防为节度使，署奏自良任代州刺史、兼御史大夫，仍为军候。以其勤恪有谋，深得马燧信任。在建中年间，马燧与李抱真受命讨伐魏博田悦，李自良为河东大将，摧锋陷阵，大破田悦。又讨伐李怀光于河中，自良为河东军都将，前后战绩居多。马燧能够在德宗时期立功扬名，由自良协辅之力也。
贞元三年，李自良随从马燧入朝，唐朝罢免马燧兵权，以高官留置京城长安，德宗遂以自良接任河东节度使，封朗宁郡王。在镇九年，军民胥悦。贞元十一年五月，卒于太原，年六十三，追赠尚书左仆射。或称，追赠太保。

## 延伸阅读
[在维基数据编辑]
 《舊唐書·卷146》，出自刘昫《舊唐書》
 《新唐書·卷159》，出自《新唐書》